# Денис Нижегородов
Денис Генадијевич Нижегородов (рус. Денис Геннадьевич Нижегородов; село Александровка Мордовија, 26. јули 1980) је руски атлетичар чија је специјалност брзо ходање на 50 километара и заслужни мајстор спорта у Русији. 
Брзим ходањем се почео бавити у 18. години под руководством заслужног тренера Русије Виктора Михајловича Чегина. У дисциплина ходања на 50 километара освојио је сребрну медаљу на Летњим олимпијским играма 2004. у Атини, двоструки је победник Светског купа (2006, 2008) и освојио је бронзану медаљуна Летњим олимпијским играма 2008. у Пекингу.
На Светском купу одржаном 11. маја, 2008. на Светском купу у Чебоксарију, победио је са новим светским рекордом - 3 сата 34 минута 14 секунди, постигавши резултат бољи од дотадашњег светског рекорда из 2006, Аустралије Нејтан Дикса, за више од пола минута (3:35,47).
У Пекингу 28. августа 2008. је освојио треће место у дисциплини ходања 50 км. До 40 км био је у водећој тројци, али је касније заостао, иза победника Италијана Алекса Швајцера, и другопласираног Аустралијанца Џереда Талента.
Нижегородов је висок 1,80 м, а тежак је 61 кг.

## Значајнији резултати
| Год. | Такмичење                      | Место             | Пласман | Резултат   |
| ---- | ------------------------------ | ----------------- | ------- | ---------- |
| 2003 | Светско првенство на отвореном | Париз Француска   | 4       | 3:38,23    |
| 2004 | Олимпијске игре                | Атина Грчка       | 2       | 3:42,50    |
| 2006 | Светски куп                    | Ла Коруња Шпанија | 1       | 3:38,23    |
| 2007 | Светско првенство на отвореном | Осака Јапан       | 4       | 3:46,57    |
| 2008 | Олимпијске игре                | Пекинг Кина       | 3       | 3:40,14    |
| 2008 | Светски куп                    | Чебоксари Русија  | 1       | 3:34,15 СР |
| 2011 | Светско првенство на отвореном | Тегу Јужна Кореја | 2       | 3:42,45    |